# レシフェ

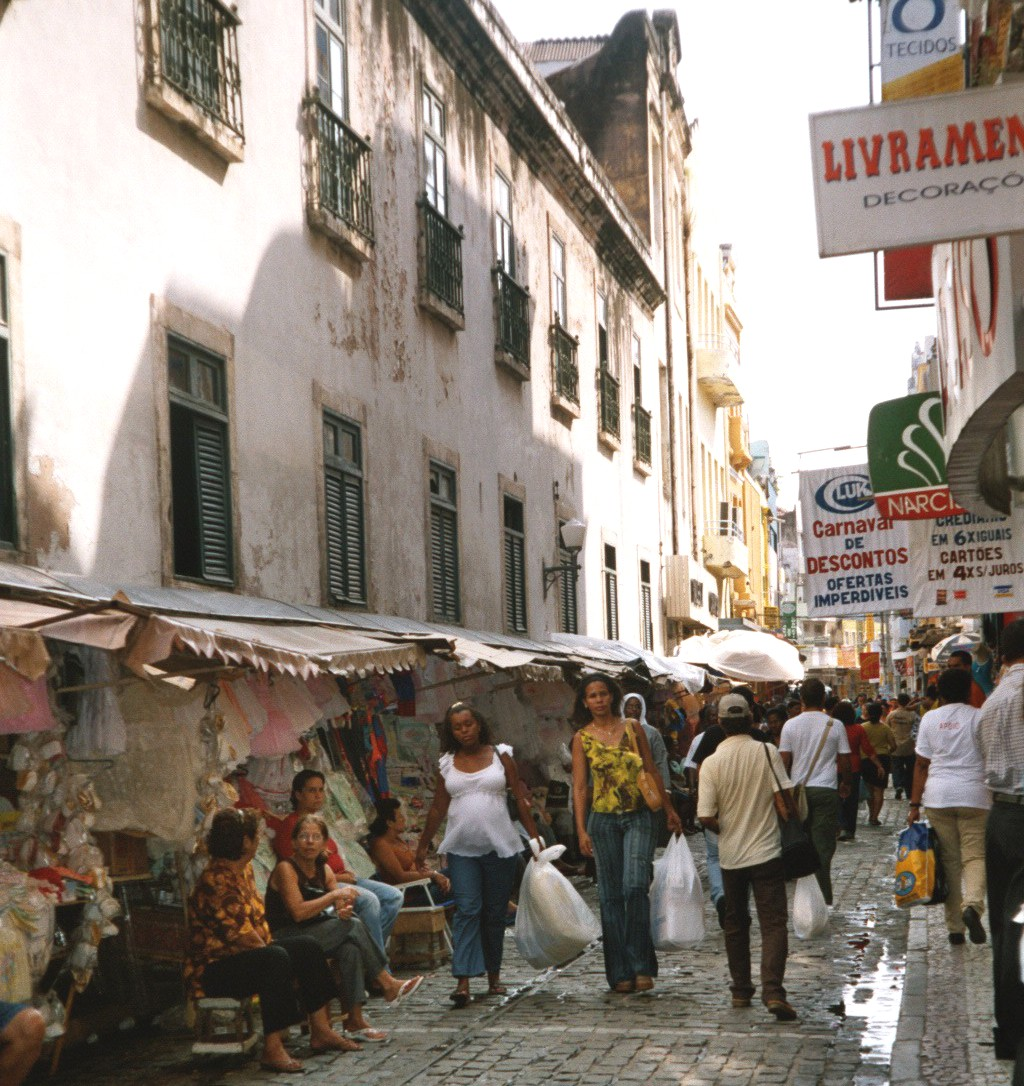
レシフェ、サン・ジョゼの古い町並み

レシフェ（Recife [ʁeˈsifi] ( 音声ファイル), ヘシーフィ、ヘスィーフィ、ヒスィーフィとも表記することがある。）は、ブラジル・ペルナンブーコ州の州都であり港湾都市。市域の人口は約165万人 (2020年)で、ブラジル北東部ではサルヴァドールの次に大きい都市である。

## 歴史
ポルトガルの植民地の一部であり、2km北にある砂糖産業の中心地オリンダの外港であったが、オランダが1630年にこの地方を占領し、レシフェに拠点を置いたことが発展の契機となった。オランダ統治下の1637年から1644年にかけて、当時の総督のもとで新市街や宮殿、新旧両市街を結ぶ橋などが建設され、それまでの港湾機能に加え統治機能や商業機能も備えた本格的な都市建設が行われた。1654年にポルトガルがこの地方を奪回し、オランダ人に変わってポルトガル人がレシフェの住民となったものの、商業機能はそのまま維持され、オリンダをしのぐ都市となっていった。
ポルトガル王室から奴隷貿易の受け入れ港としての特権を与えられていたため、サルヴァドールやリオ・デ・ジャネイロなどとともに奴隷貿易の拠点としても栄えた。
2022年5月、集中豪雨に襲われ市内が冠水。床上・床下浸水多数。レシフェを含む州一帯で死者数100人以上。

## 地理
ブラジル北東部の海岸に位置している。

## 気候
貿易風の影響を受け、熱帯モンスーン気候に属している。
| レシフェの気候                                                                        | レシフェの気候 | レシフェの気候 | レシフェの気候 | レシフェの気候 | レシフェの気候 | レシフェの気候 | レシフェの気候 | レシフェの気候 | レシフェの気候 | レシフェの気候 | レシフェの気候 | レシフェの気候 | レシフェの気候   |
| 月                                                                                    | 1月            | 2月            | 3月            | 4月            | 5月            | 6月            | 7月            | 8月            | 9月            | 10月           | 11月           | 12月           | 年               |
| ------------------------------------------------------------------------------------- | -------------- | -------------- | -------------- | -------------- | -------------- | -------------- | -------------- | -------------- | -------------- | -------------- | -------------- | -------------- | ---------------- |
| 最高気温記録 °C （°F）                                                                | 37 (99)        | 38 (100)       | 37 (99)        | 35 (95)        | 37 (99)        | 37 (99)        | 32 (90)        | 33 (91)        | 37 (99)        | 37 (99)        | 38 (100)       | 38 (100)       | 38 (100)         |
| 平均最高気温 °C （°F）                                                                | 30.2 (86.4)    | 30.2 (86.4)    | 30 (86)        | 29.7 (85.5)    | 28.9 (84)      | 28.8 (83.8)    | 27.3 (81.1)    | 27.5 (81.5)    | 28.1 (82.6)    | 29 (84)        | 30.1 (86.2)    | 30.2 (86.4)    | 29.17 (84.49)    |
| 日平均気温 °C （°F）                                                                  | 26.6 (79.9)    | 26.6 (79.9)    | 26.5 (79.7)    | 25.9 (78.6)    | 25.2 (77.4)    | 24.5 (76.1)    | 24 (75)        | 23.9 (75)      | 24.6 (76.3)    | 25.5 (77.9)    | 25.9 (78.6)    | 26.3 (79.3)    | 25.46 (77.81)    |
| 平均最低気温 °C （°F）                                                                | 22.4 (72.3)    | 22.6 (72.7)    | 22.7 (72.9)    | 22.6 (72.7)    | 21.9 (71.4)    | 21.6 (70.9)    | 21.1 (70)      | 20.6 (69.1)    | 20.7 (69.3)    | 21.4 (70.5)    | 21.9 (71.4)    | 22.2 (72)      | 21.81 (71.27)    |
| 最低気温記録 °C （°F）                                                                | 20 (68)        | 20 (68)        | 21 (70)        | 20 (68)        | 21 (70)        | 15 (59)        | 18 (64)        | 17 (63)        | 18 (64)        | 17 (63)        | 17 (63)        | 19 (66)        | 15 (59)          |
| 降水量 mm （inch）                                                                    | 103.4 (4.071)  | 144.2 (5.677)  | 264.9 (10.429) | 326.4 (12.85)  | 328.9 (12.949) | 389.6 (15.339) | 385.6 (15.181) | 213.5 (8.406)  | 122.5 (4.823)  | 66.1 (2.602)   | 47.8 (1.882)   | 65 (2.56)      | 2,457.9 (96.769) |
| 平均降水日数 （≥0.1 mm）                                                              | 14             | 16             | 19             | 21             | 23             | 25             | 25             | 23             | 18             | 15             | 12             | 13             | 224              |
| % 湿度                                                                                | 73             | 77             | 80             | 84             | 85             | 85             | 85             | 85             | 78             | 76             | 74             | 75             | 80               |
| 平均月間日照時間                                                                      | 244.9          | 211.9          | 204.6          | 186            | 186            | 168            | 170.5          | 108.5          | 216            | 248            | 267            | 254.2          | 2,465.6          |
| 出典1：World Meteorological Organization., Hong Kong Observatory (sun only 1961-1990) |                |                |                |                |                |                |                |                |                |                |                |                |                  |
| 出典2：Weatherbase (record highs, lows and humidity)                                  |                |                |                |                |                |                |                |                |                |                |                |                |                  |

## 人口動態
混血 (52.9%) 、白人 (38.6%) 、黒人 (8.0%) 、その他 (0.4%)

## 交通
- レシフェ都市・近郊鉄道
- レシフェ/グアララペス・ジルベルト・フレイレ国際空港

## 治安
レシフェはブラジルの他の都市と比べて治安は良くない。住民100,000人につき69,4件の殺人が起こっており、これはリオデジャネイロやサンパウロと比べても高く、ブラジルの平均の2倍ほどである。
日本国大使館のレシフェ出張駐在官事務所によれば殺人事件の発生率はブラジルでも有数であるとし、警察と強盗団の銃撃戦は日常茶飯事といった有様で、住民が流れ弾に巻き込まれるケースも多々あると注意を促している。

## スポーツ
2014 FIFAワールドカップの開催都市の一つであった。

### レシフェを本拠地とするサッカークラブ
- スポルチ・レシフェ
- サンタクルスFC
- クルーベ・ナウチコ・カピバリベ

## 姉妹都市
- ポルト、ポルトガル 1987年
- ナント、フランス 2003年
- 広州市、中華人民共和国 2007年
- アムステルダム、オランダ 2009年

## ギャラリー

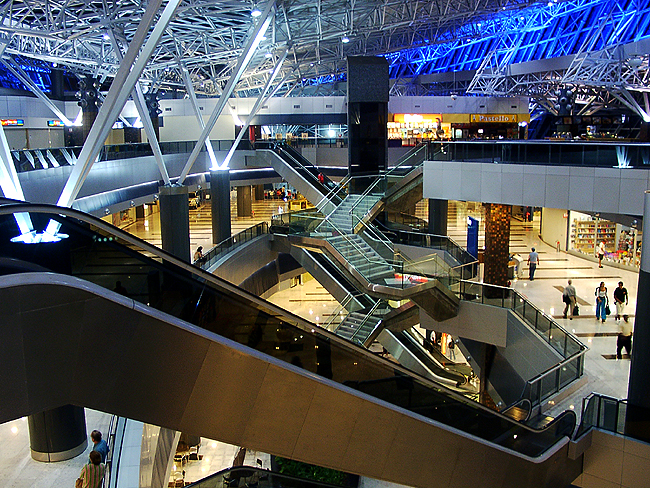
空港
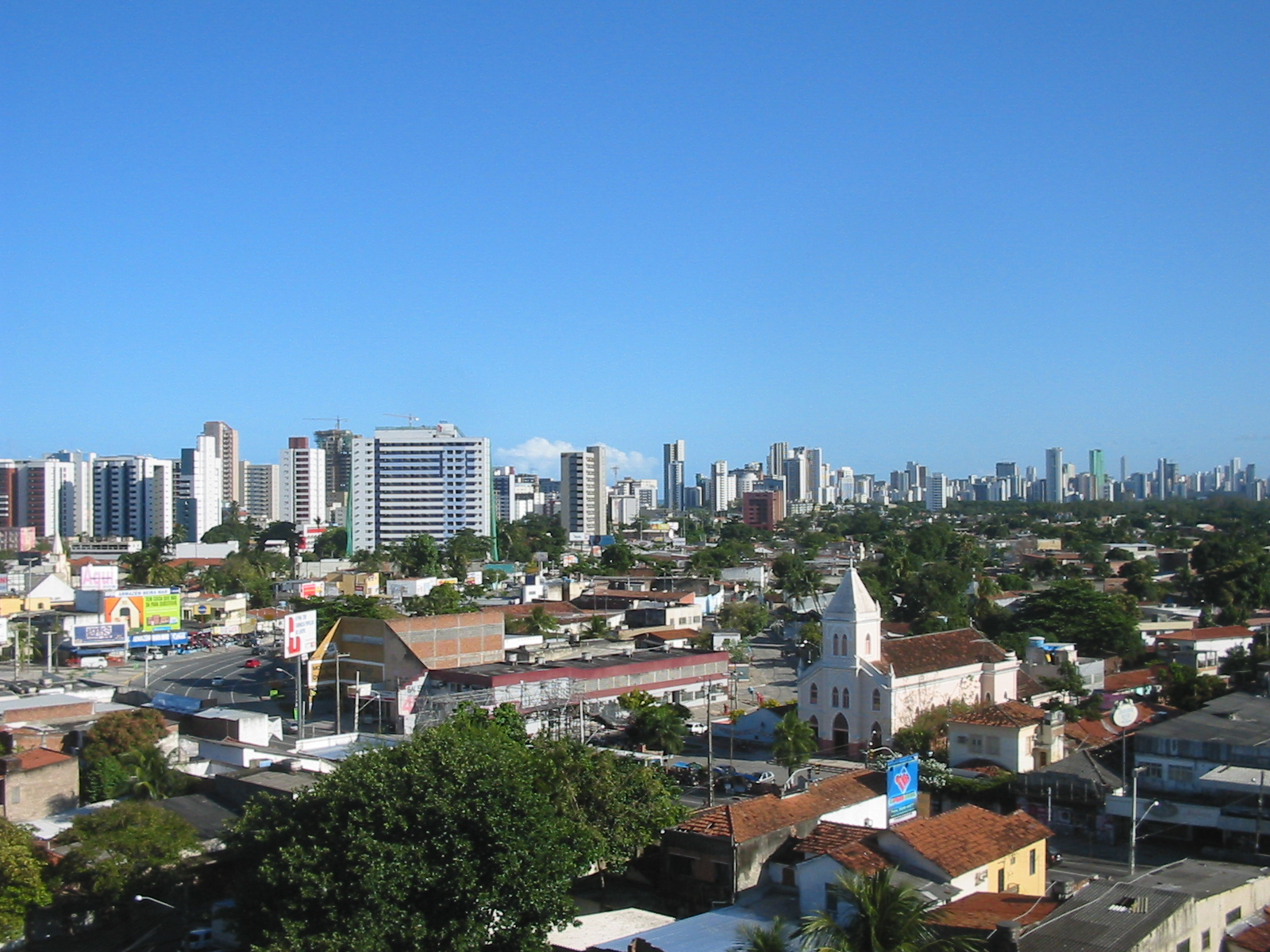
ピーナの町並み
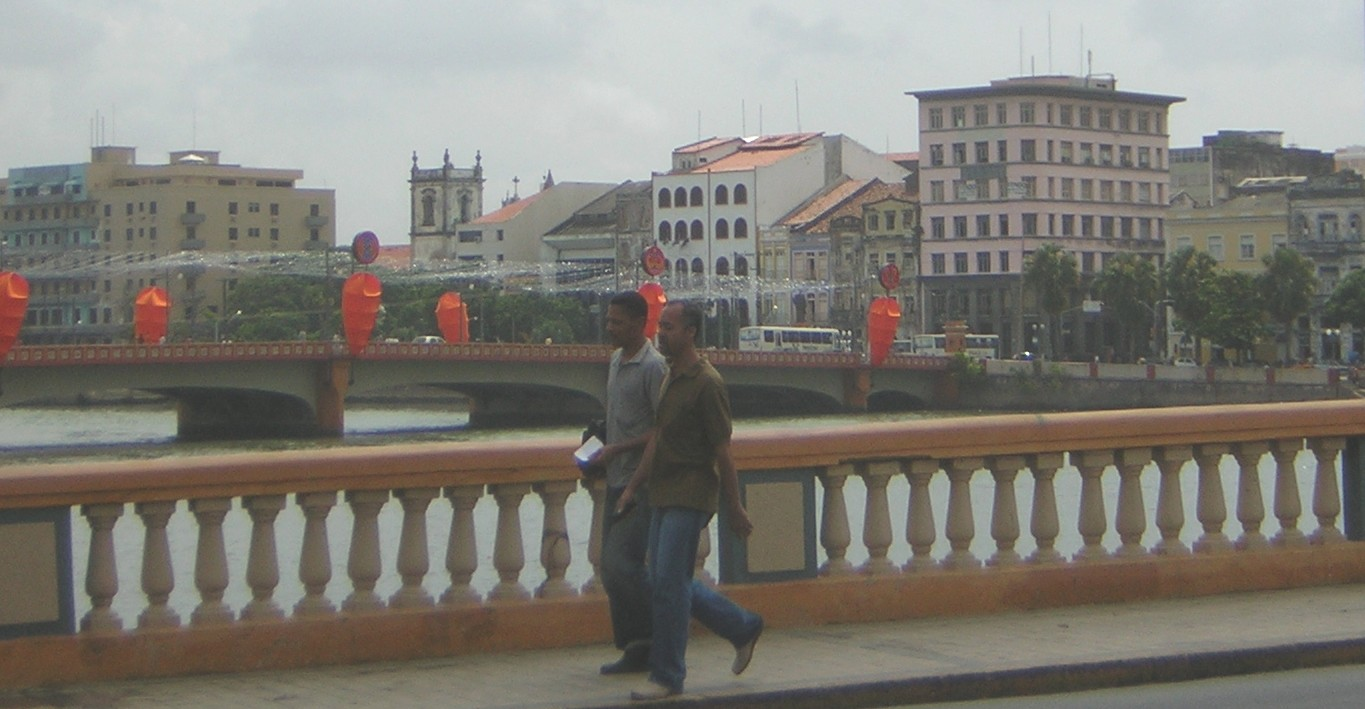
レシフェ橋(Ponte do Recife)
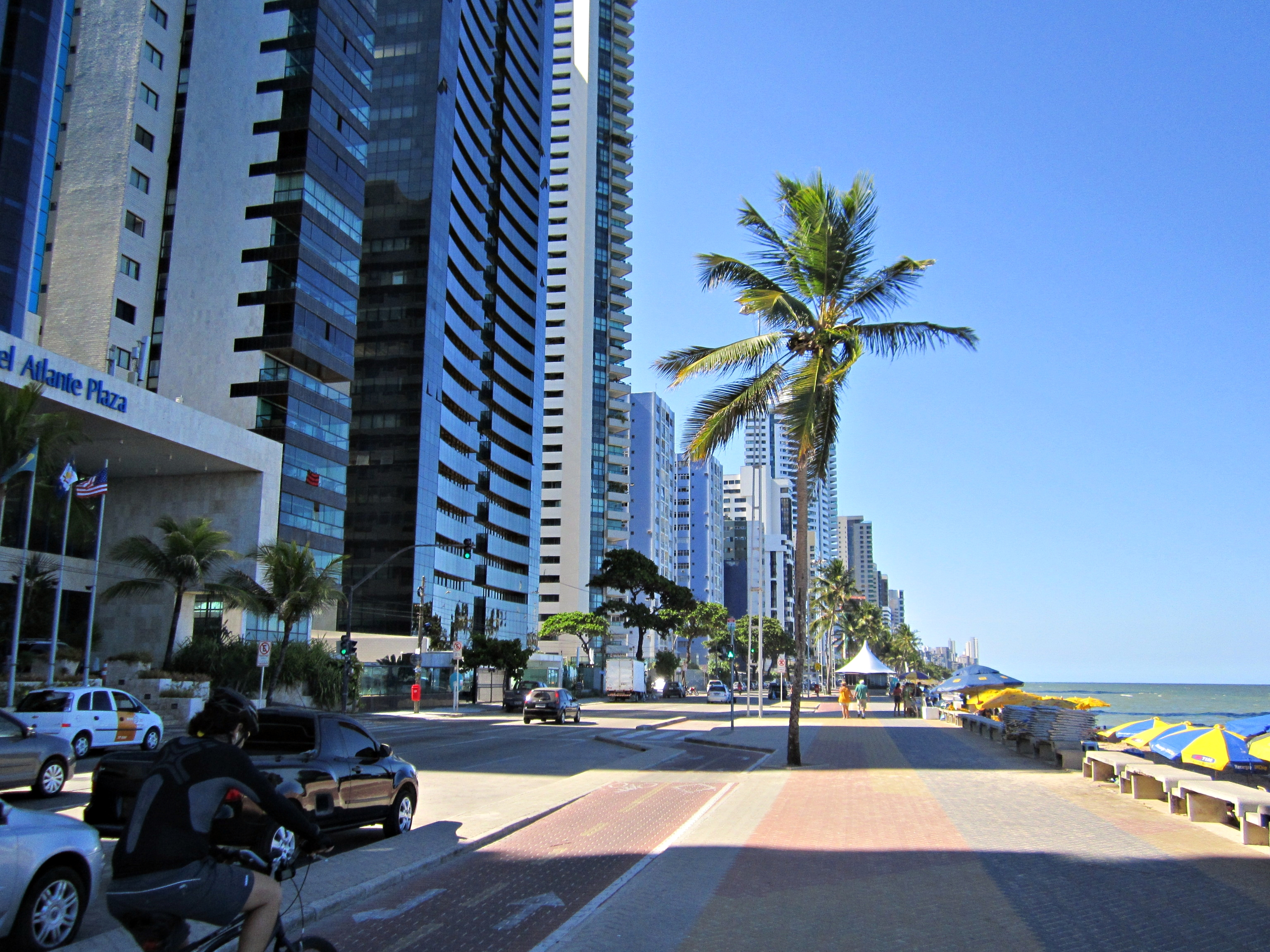
ボア・ヴィアージェンの海岸
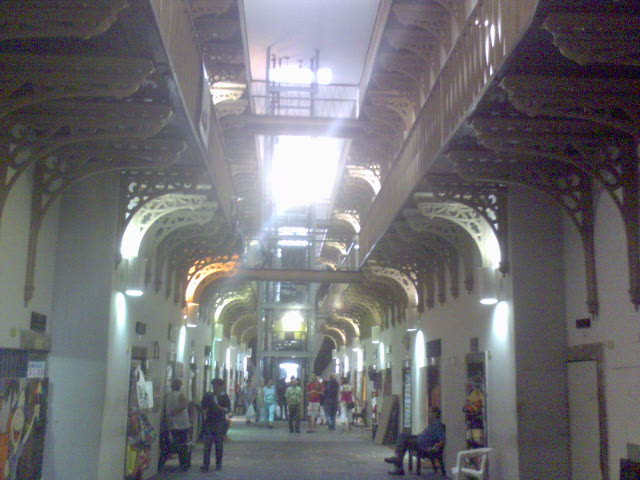
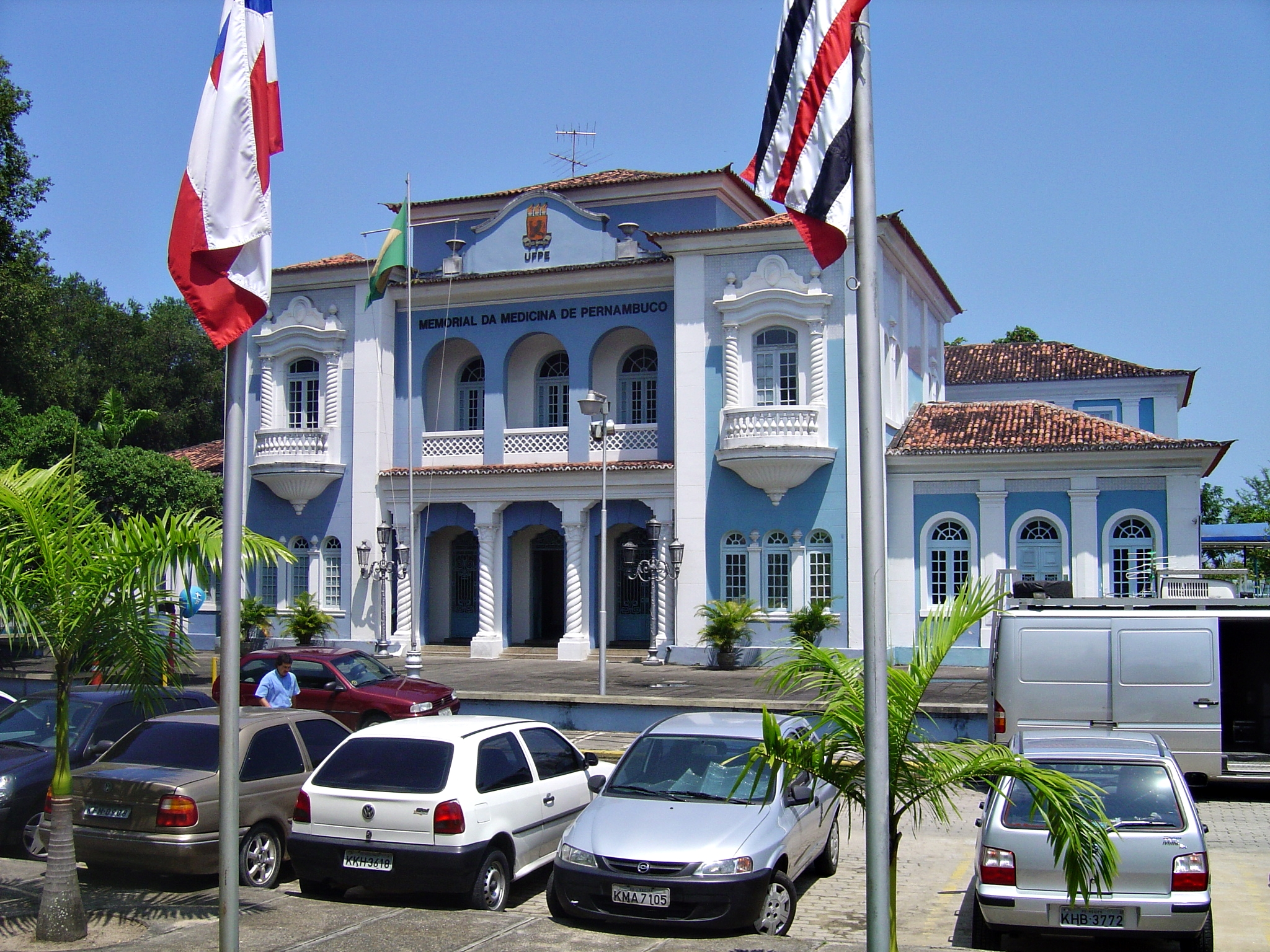
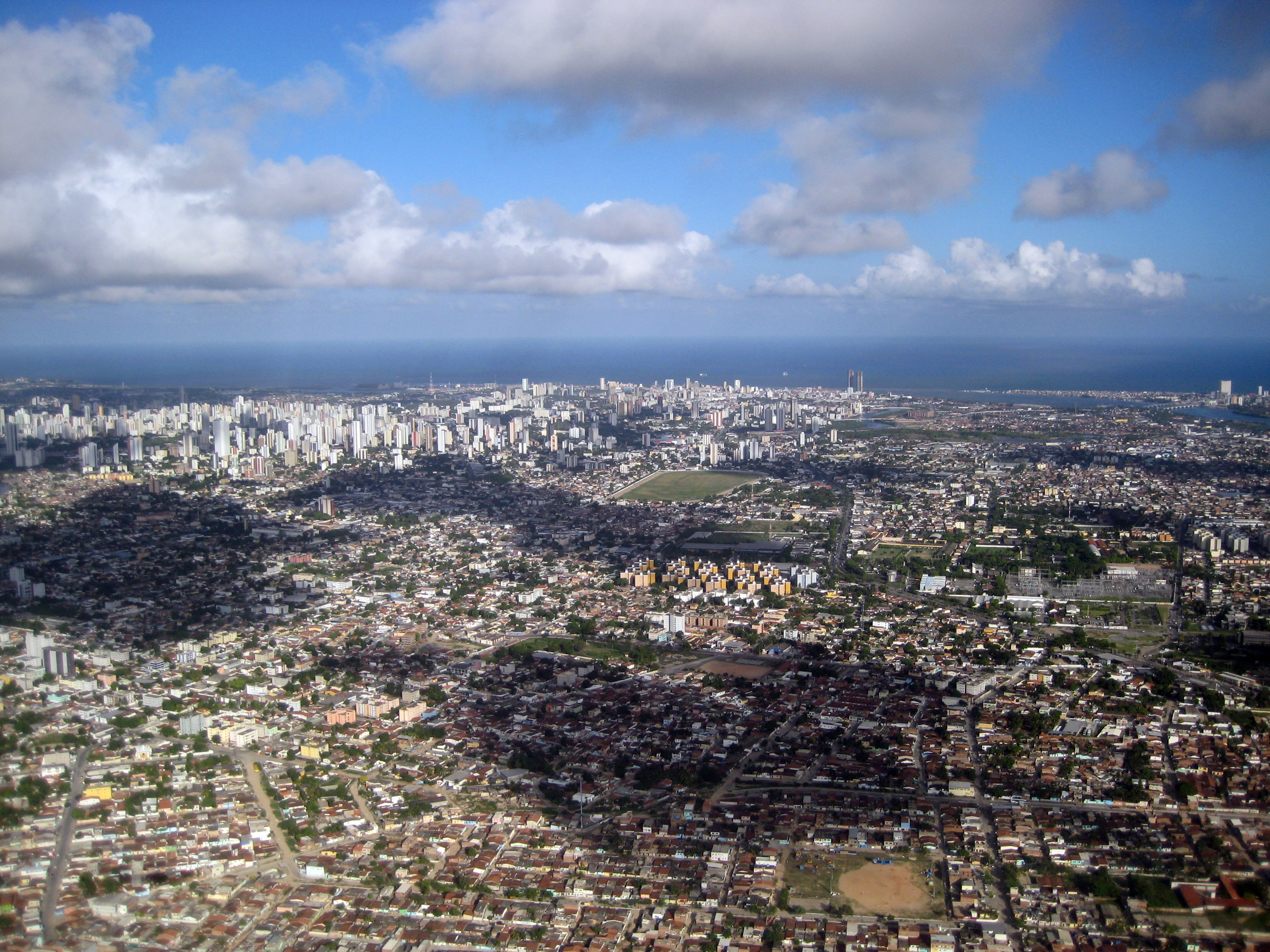
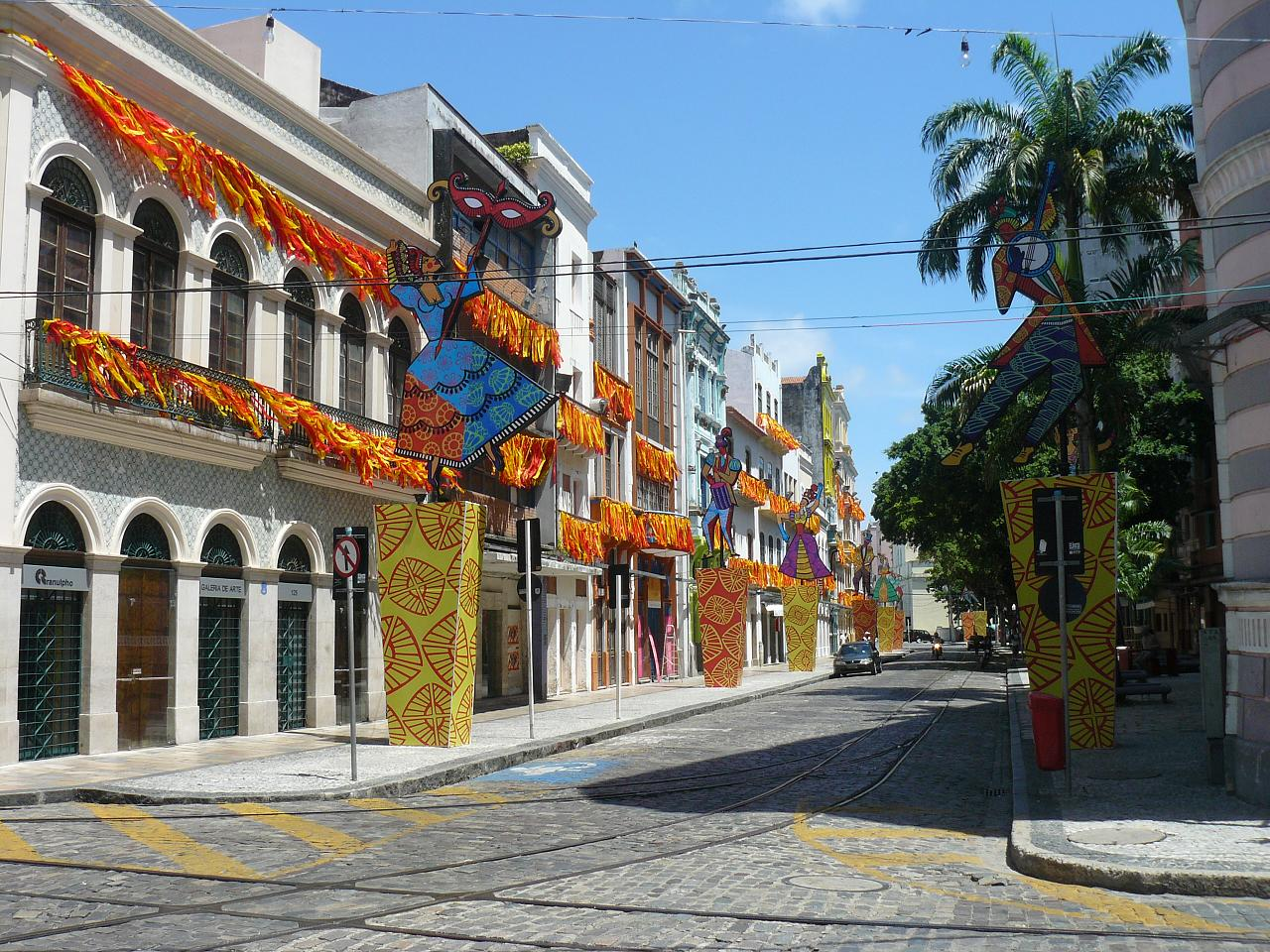
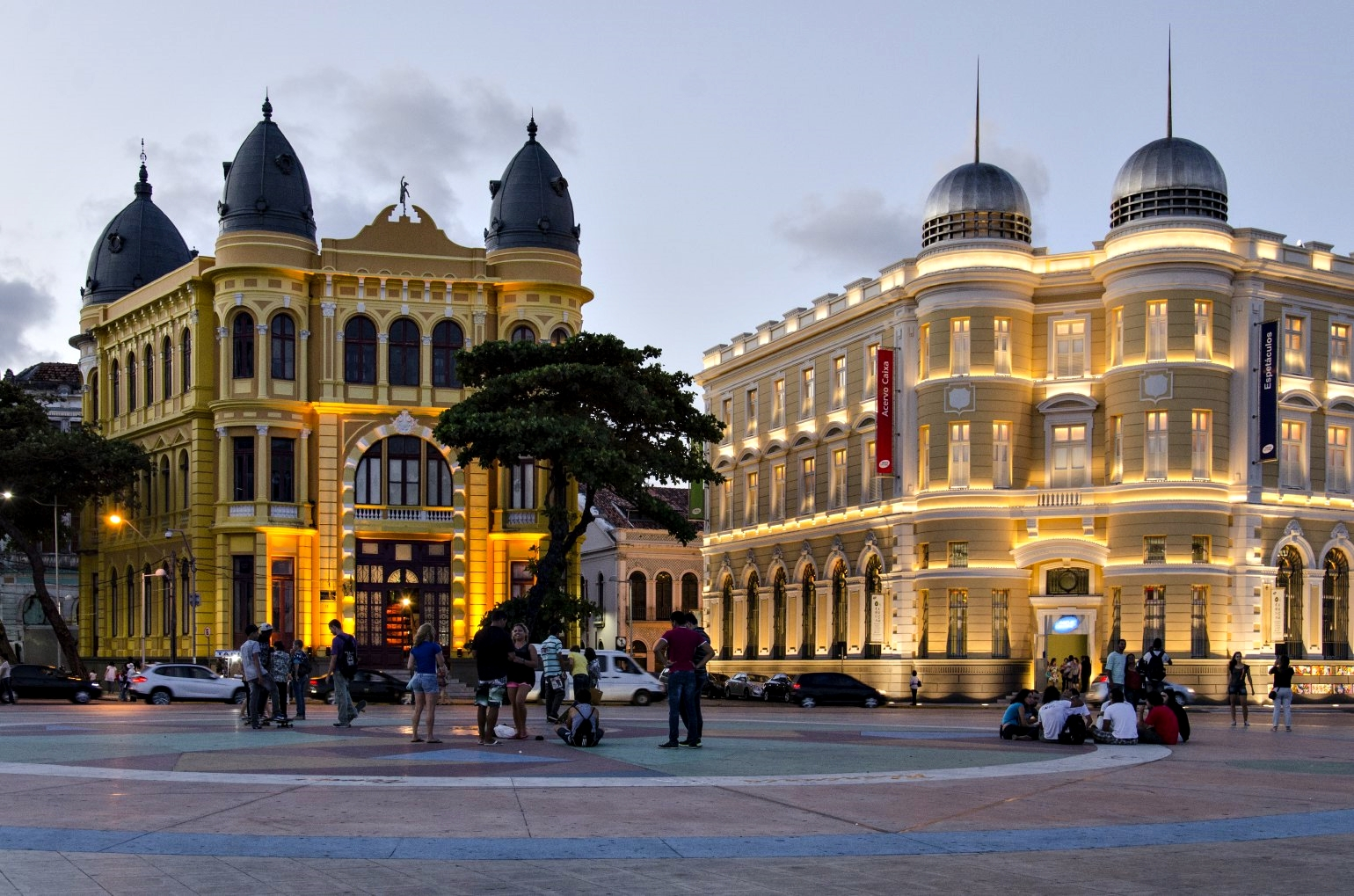
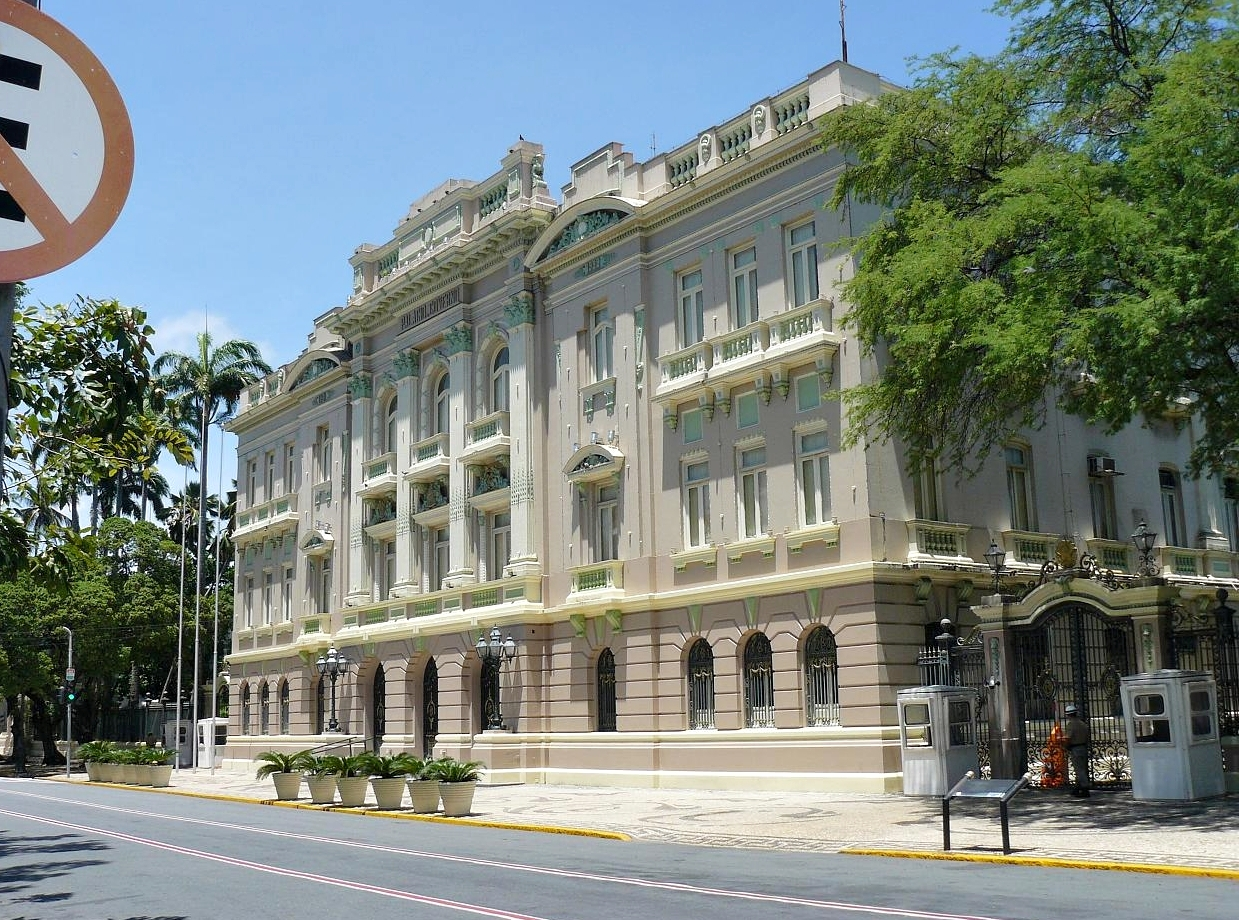
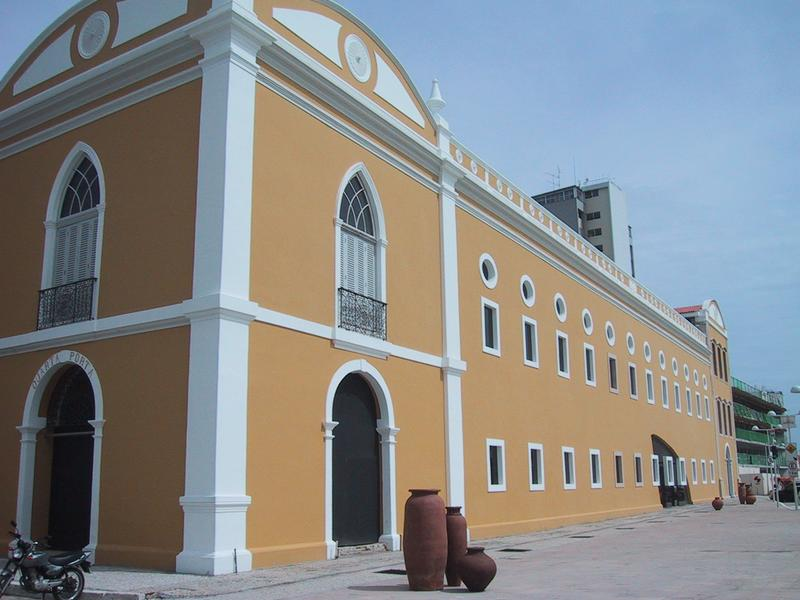
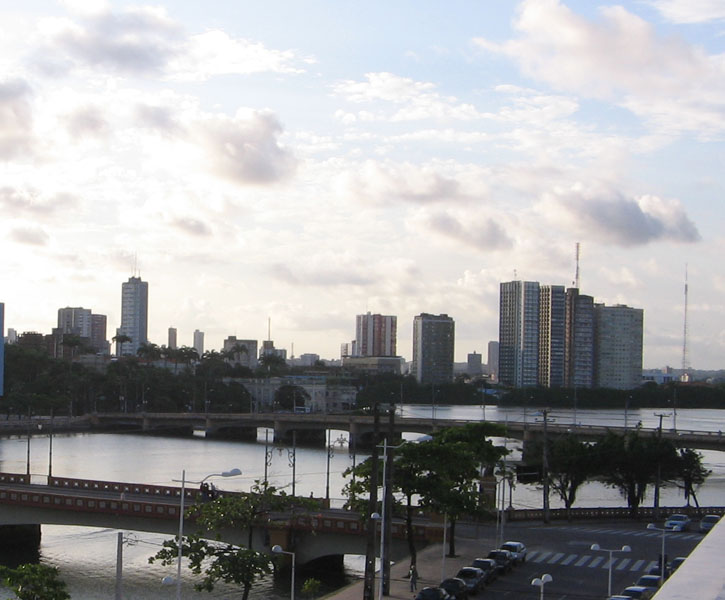
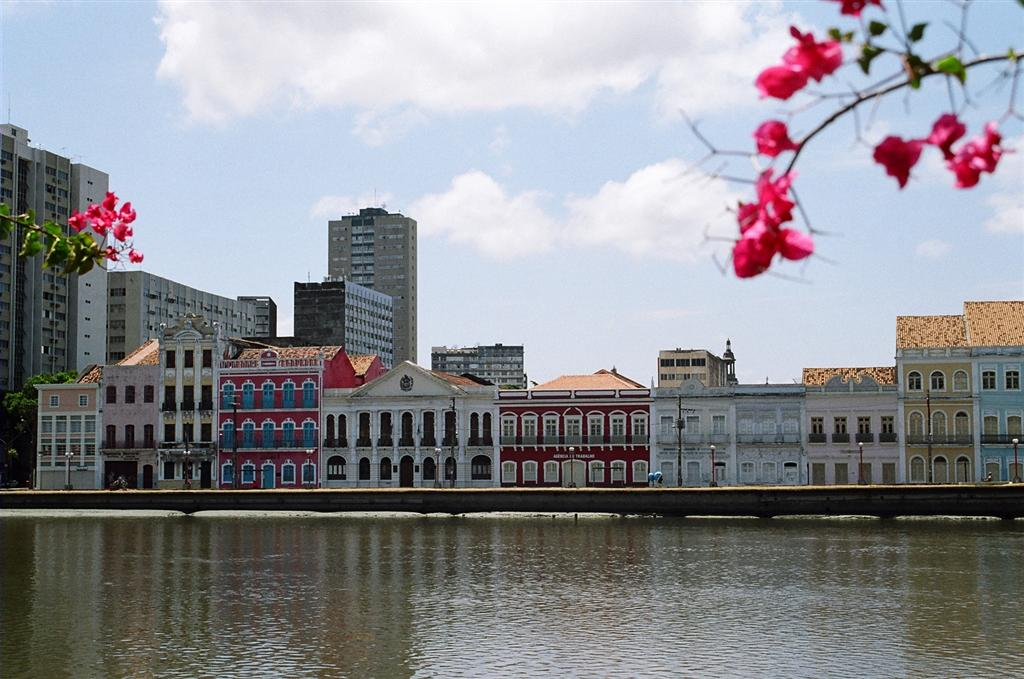
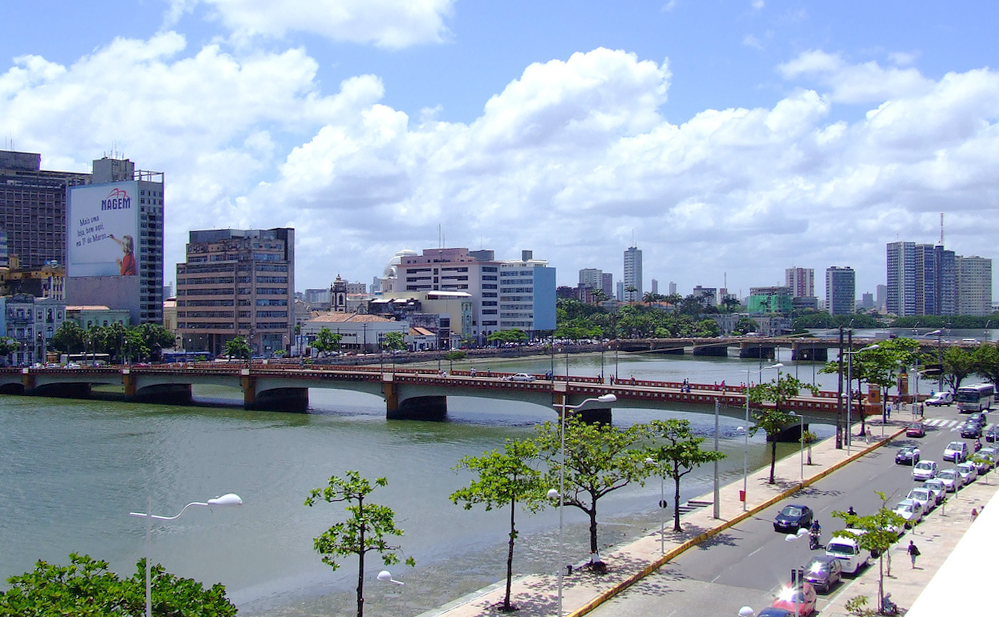
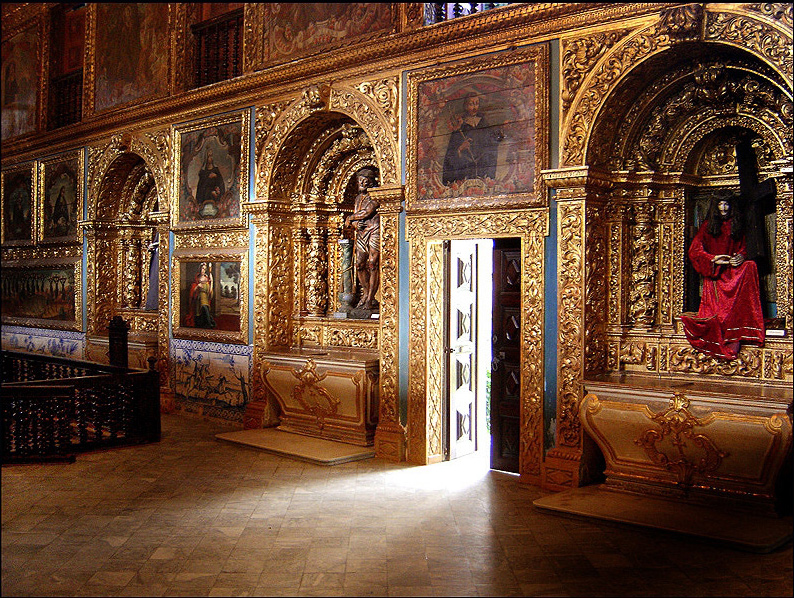
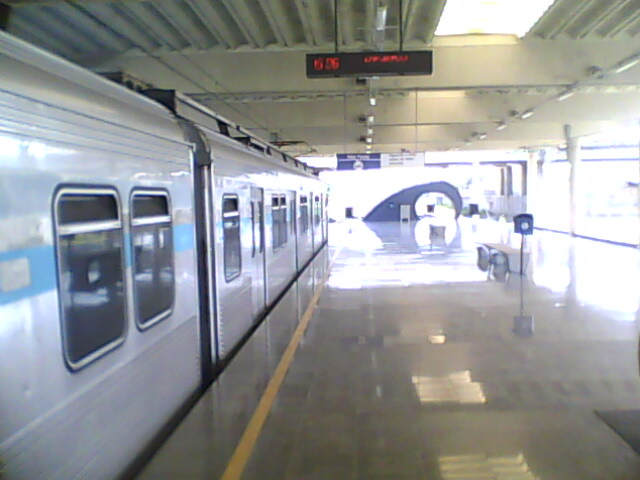
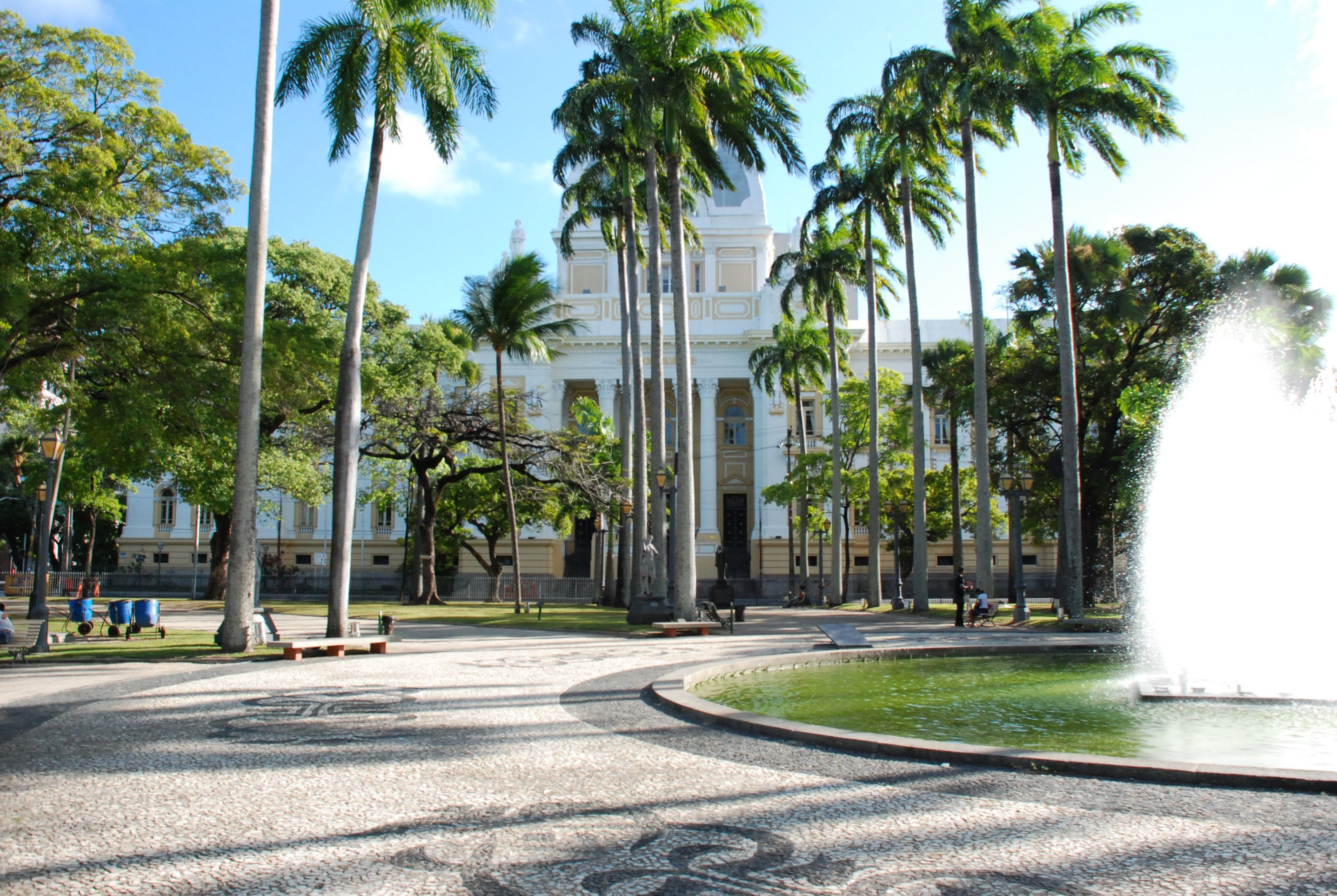
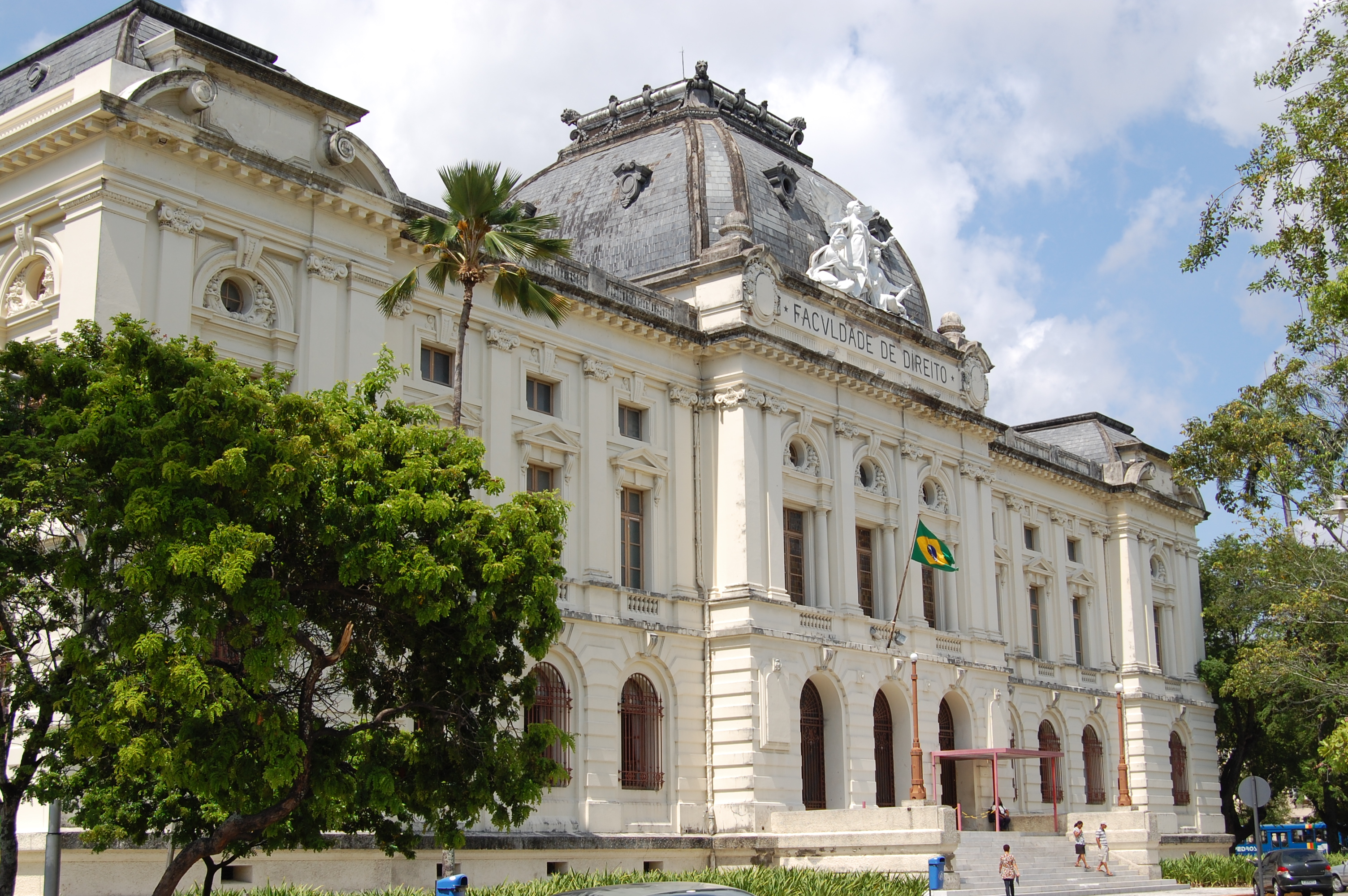
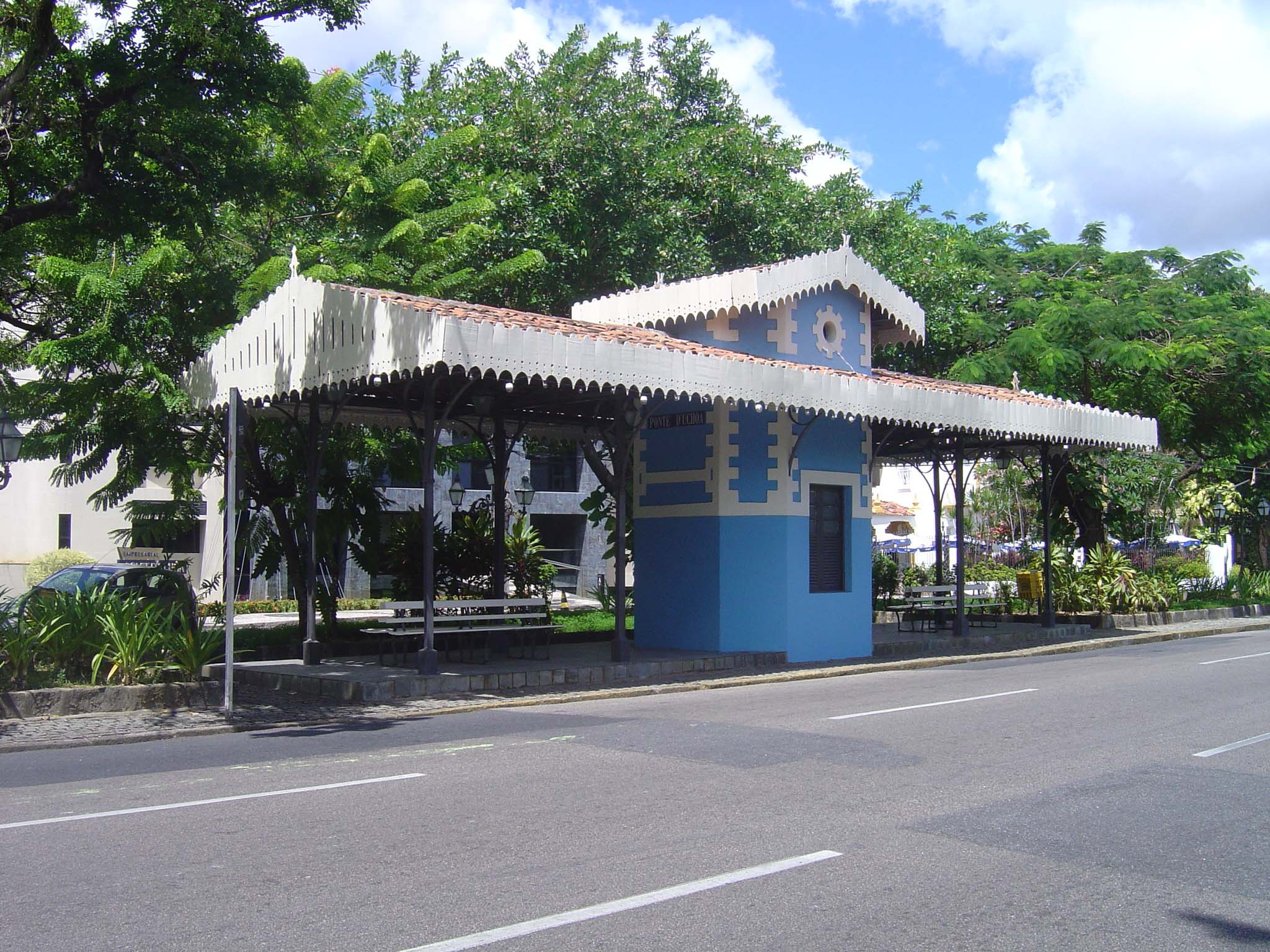